# Liste des épisodes de Sonic Boom
La liste des épisodes de Sonic Boom présente le guide des épisodes de la série télévisée Sonic Boom, une série d'animation franco-américaine en animation 3D, inspirée de la série de jeux vidéo Sonic the Hedgehog créée par Sega. La série a débuté le 8 novembre 2014 sur Cartoon Network aux États-Unis et le 19 novembre en France.
Les épisodes sont numérotés en fonction de leur code de production (ordre original). La première saison comporte un total de 52 épisodes de 11 minutes.
Le 1er épisode de la saison 2 (53e épisode de la série) a été diffusé pour la première fois le 29 octobre 2016 aux États-Unis.

## Saison 1 (2014-2015)

### Épisode 01:Le coéquipier
- États-Unis : 8 novembre 2014 sur Cartoon Network
- France : 19 novembre 2014 sur Gulli et Canal J
- Belgique : 4 avril 2015 sur La Trois
- Australie et  Nouvelle-Zélande : 4 avril 2015 sur Cartoon Network
- Royaume-Uni  et  Irlande: 1er juin 2015 sur Boomerang UK & Ireland - 7 novembre 2015 sur Cartoon Network

### Épisode 02:Mon coloc est un génie du mal
- États-Unis : 8 novembre 2014 sur Cartoon Network
- France : 19 novembre 2014 sur Gulli et Canal J
- Belgique : 4 avril 2015 sur La Trois
- Australie et  Nouvelle-Zélande : 4 avril 2015 sur Cartoon Network
- Royaume-Uni  et  Irlande: 1er juin 2015 sur Boomerang UK & Ireland - 7 novembre 2015 sur Cartoon Network

### Épisode 03:Madame Sticks
- États-Unis : 22 novembre 2014 sur Cartoon Network
- France : 19 novembre 2014 sur Gulli et Canal J
- Belgique : 6 avril 2015 sur La Trois
- Australie et  Nouvelle-Zélande : 11 avril 2015 sur Cartoon Network
- Royaume-Uni  et  Irlande: 2 juin 2015 sur Boomerang UK & Ireland - 8 novembre 2015 sur Cartoon Network

### Épisode 04:C'est quoi ce cirque?
- États-Unis : 7 février 2015 sur Cartoon Network
- France : 24 décembre 2014 sur Canal J et 1er avril 2015 sur Gulli
- Belgique : 6 avril 2015 sur La Trois
- Australie et  Nouvelle-Zélande : 11 avril 2015 sur Cartoon Network
- Royaume-Uni  et  Irlande: 3 juin 2015 sur Boomerang UK & Ireland - 8 novembre 2015 sur Cartoon Network

### Épisode 05:Bon débarras
- États-Unis : 17 juillet 2015 sur Cartoon Network
- France : 6 mai 2015 sur Canal J et 1er juillet 2015 sur Gulli
- Belgique : 29 août 2015 sur La Trois
- Australie et  Nouvelle-Zélande : 18 avril 2015 sur Cartoon Network
- Royaume-Uni  et  Irlande: 4 juin 2015 sur Boomerang UK & Ireland - 14 novembre 2015 sur Cartoon Network

### Épisode 06:Knuckles De La Poisse
- États-Unis : 14 février 2015 sur Cartoon Network
- France : 14 janvier 2015 sur Canal J et 1er avril 2015 sur Gulli
- Belgique : 9 avril 2015 sur La Trois
- Australie et  Nouvelle-Zélande : 18 avril 2015 sur Cartoon Network
- Royaume-Uni  et  Irlande: 5 juin 2015 sur Boomerang UK & Ireland - 14 novembre 2015 sur Cartoon Network

### Épisode 07:La malédiction du temple des Po-Potes
- États-Unis : 18 avril 2015 sur Cartoon Network
- France : 11 mars 2015 sur Canal J et 17 mai 2015 sur Gulli
- Belgique : 13 avril 2015 sur La Trois
- Australie et  Nouvelle-Zélande : 25 avril 2015 sur Cartoon Network
- Royaume-Uni  et  Irlande: 8 juin 2015 sur Boomerang UK & Ireland - 15 novembre 2015 sur Cartoon Network

### Épisode 08:Bleu de jalousie
- États-Unis : 14 juillet 2015 sur Cartoon Network
- France : 8 avril 2015 sur Canal J et 14 mai 2015 sur Gulli
- Belgique : 5 septembre 2015 sur La Trois
- Australie et  Nouvelle-Zélande : 25 avril 2015 sur Cartoon Network
- Royaume-Uni  et  Irlande: 9 juin 2015 sur Boomerang UK & Ireland - 15 novembre 2015 sur Cartoon Network

### Épisode 09:Traduis-moi!
- États-Unis : 15 novembre 2014 sur Cartoon Network
- France : 19 novembre 2014 sur Canal J et 19 décembre 2014 sur Gulli
- Belgique : 8 avril 2015 sur La Trois
- Australie et  Nouvelle-Zélande : 1er juillet 2015 sur Cartoon Network
- Royaume-Uni  et  Irlande: 10 juin 2015 sur Boomerang UK & Ireland - 21 novembre 2015 sur Cartoon Network

### Épisode 10:Sidney le Déchet
- États-Unis : 15 novembre 2014 sur Cartoon Network
- France : 22 novembre 2014 sur Canal J et 19 décembre 2014 sur Gulli
- Belgique : 8 avril 2015 sur La Trois
- Australie et  Nouvelle-Zélande : 2 juillet 2015 sur Cartoon Network
- Royaume-Uni  et  Irlande: 11 juin 2015 sur Boomerang UK & Ireland - 21 novembre 2015 sur Cartoon Network

### Épisode 11:Moustaches party
- États-Unis : 6 décembre 2014 sur Cartoon Network
- France : 10 décembre 2014 sur Canal J et 1er avril 2015 sur Gulli
- Belgique : 9 mai 2015 sur La Trois
- Australie et  Nouvelle-Zélande : 2 juillet 2015 sur Cartoon Network
- Royaume-Uni  et  Irlande: 12 juin 2015 sur Boomerang UK & Ireland - 22 novembre 2015 sur Cartoon Network

### Épisode 12:Voyage au bout de la culpabilité
- États-Unis : 17 janvier 2015 sur Cartoon Network
- France : 17 décembre 2014 sur Canal J et 1er avril 2015 sur Gulli
- Belgique : 9 mai 2015 sur La Trois
- Australie et  Nouvelle-Zélande : 2 mai 2015 sur Cartoon Network
- Royaume-Uni  et  Irlande: 15 juin 2015 sur Boomerang UK & Ireland - 22 novembre 2015 sur Cartoon Network

### Épisode 13:Nominatus
- États-Unis : 25 avril 2015 sur Cartoon Network
- France : 1er avril 2015 sur Canal J et 17 mai 2015 sur Gulli
- Belgique : 16 mai 2015 sur La Trois
- Australie et  Nouvelle-Zélande : 20 juin 2015 sur Cartoon Network
- Royaume-Uni  et  Irlande: 16 juin 2015 sur Boomerang UK & Ireland - 28 novembre 2015 sur Cartoon Network

### Épisode 14:Un stagiaire pour l'Apocalypse
- États-Unis : 29 novembre 2014 sur Cartoon Network
- France : 10 décembre 2014 sur Canal J et 1er avril 2015 sur Gulli
- Belgique : 16 mai 2015 sur La Trois
- Australie et  Nouvelle-Zélande : 2 mai 2015 sur Cartoon Network
- Royaume-Uni  et  Irlande: 20 juillet 2015 sur Boomerang UK & Ireland - 28 novembre 2015 sur Cartoon Network

### Épisode 15:Décoration de l'extrême
- États-Unis : 22 novembre 2014 sur Cartoon Network
- France : 22 novembre 2014 sur Canal J et 19 décembre 2014 sur Gulli
- Belgique : 14 mai 2015 sur La Trois
- Australie et  Nouvelle-Zélande : 9 mai 2015 sur Cartoon Network
- Royaume-Uni  et  Irlande: 21 juillet 2015 sur Boomerang UK & Ireland - 29 novembre 2015 sur Cartoon Network

### Épisode 16:La berceuse
- États-Unis : 11 avril 2015 sur Cartoon Network
- France : 11 mars 2015 sur Canal J et 16 mai 2015 sur Gulli
- Belgique : 14 mai 2015 sur La Trois
- Australie et  Nouvelle-Zélande : 20 juin 2015 sur Cartoon Network
- Royaume-Uni  et  Irlande: 22 juillet 2015 sur Boomerang UK & Ireland - 29 novembre 2015 sur Cartoon Network

### Épisode 17:La malédiction de l'élan qui louche
- États-Unis : 15 juillet 2015 sur Cartoon Network
- France : 22 avril 2015 sur Canal J et 27 juin 2015 sur Gulli
- Belgique : 5 septembre 2015 sur La Trois
- Australie et  Nouvelle-Zélande : 27 juin 2015 sur Cartoon Network
- Royaume-Uni  et  Irlande: 23 juillet 2015 sur Boomerang UK & Ireland - 5 décembre 2015 sur Cartoon Network

### Épisode 18:Coaching perdant
- États-Unis : 28 février 2015 sur Cartoon Network
- France : 14 janvier 2015 sur Canal J et 1er mai 2015 sur Gulli
- Belgique : 30 mai 2015 sur La Trois
- Australie et  Nouvelle-Zélande : 9 mai 2015 sur Cartoon Network
- Royaume-Uni  et  Irlande: 24 juillet 2015 sur Boomerang UK & Ireland - 5 décembre 2015 sur Cartoon Network

### Épisode 19:Semelles d'enfer
- États-Unis : 28 mars 2015 sur Cartoon Network
- France : 18 février 2015 sur Canal J et 1er mai 2015 sur Gulli
- Belgique : 15 mai 2015 sur La Trois
- Australie et  Nouvelle-Zélande : 16 mai 2015 sur Cartoon Network
- Royaume-Uni  et  Irlande: 27 juillet 2015 sur Boomerang UK & Ireland - 6 décembre 2015 sur Cartoon Network

### Épisode 20:La vache fofolle
- États-Unis : 31 janvier 2015 sur Cartoon Network
- France : 24 décembre 2014 sur Canal J et 1er avril 2015 sur Gulli
- Belgique : 15 mai 2015 sur La Trois
- Australie et  Nouvelle-Zélande : 16 mai 2015 sur Cartoon Network
- Royaume-Uni  et  Irlande: 28 juillet 2015 sur Boomerang UK & Ireland - 6 décembre 2015 sur Cartoon Network

### Épisode 21:L'échange
- États-Unis : 21 février 2015 sur Cartoon Network
- France : 21 janvier 2015 sur Canal J et 1er mai 2015 sur Gulli
- Belgique : 13 juin 2015 sur La Trois
- Australie et  Nouvelle-Zélande : 23 mai 2015 sur Cartoon Network
- Royaume-Uni  et  Irlande: 29 juillet 2015 sur Boomerang UK & Ireland - 12 décembre 2015 sur Cartoon Network

### Épisode 22:Hé, il est passé où mon Eggman?
- États-Unis : 24 janvier 2015 sur Cartoon Network
- France : 17 décembre 2014 sur Canal J et 1er avril 2015 sur Gulli
- Belgique : 14 avril 2015 sur La Trois
- Australie et  Nouvelle-Zélande : 23 mai 2015 sur Cartoon Network
- Royaume-Uni  et  Irlande: 30 juillet 2015 sur Boomerang UK & Ireland - 12 décembre 2015 sur Cartoon Network

### Épisode 23:Devenir un génie du mal en 10 leçons
- États-Unis : 7 mars 2015 sur Cartoon Network
- France : 21 janvier 2015 sur Canal J et 1er mai 2015 sur Gulli
- Belgique : 16 avril 2015 sur La Trois
- Australie et  Nouvelle-Zélande : 30 mai 2015 sur Cartoon Network
- Royaume-Uni  et  Irlande: 31 juillet 2015 sur Boomerang UK & Ireland - 13 décembre 2015 sur Cartoon Network

### Épisode 24:Ne me jugez pas
- États-Unis : 14 mars 2015 sur Cartoon Network
- France : 11 février 2015 sur Canal J et 1er mai 2015 sur Gulli
- Belgique : 20 juin 2015 sur La Trois
- Australie et  Nouvelle-Zélande : 30 mai 2015 sur Cartoon Network
- Royaume-Uni  et  Irlande: 3 août 2015 sur Boomerang UK & Ireland - 13 décembre 2015 sur Cartoon Network

### Épisode 25:Un jour sans fin
- États-Unis : 4 avril 2015 sur Cartoon Network
- France : 18 février 2015 sur Canal J et 1er mai 2015 sur Gulli
- Australie et  Nouvelle-Zélande : 6 juin 2015 sur Cartoon Network
- Belgique : 27 juin 2015 sur La Trois
- Royaume-Uni  et  Irlande: 4 août 2015 sur Boomerang UK & Ireland - 19 décembre 2015 sur Cartoon Network

### Épisode 26:La sauce tomate duDrEggman
- États-Unis : 21 mars 2015 sur Cartoon Network
- France : 11 février 2015 sur Canal J et 1er mai 2015 sur Gulli
- Belgique : 27 juin 2015 sur La Trois
- Australie et  Nouvelle-Zélande : 6 juin 2015 sur Cartoon Network
- Royaume-Uni  et  Irlande: 5 août 2015 sur Boomerang UK & Ireland 19 décembre 2015 sur Cartoon Network

### Épisode 27:Robot contre Robot
- États-Unis : 26 septembre 2015 sur Cartoon Network
- France : 31 août 2015 sur Canal J et 1er octobre 2015 sur Gulli
- Belgique : 12 septembre 2015 sur La Trois
- Australie et  Nouvelle-Zélande : 24 octobre 2015 sur Cartoon Network
- Royaume-Uni  et  Irlande: 2 novembre 2015 sur Boomerang UK & Ireland

### Épisode 28:C'est pas moi, c'est l'autre
- États-Unis : 19 septembre 2015 sur Cartoon Network
- France : 30 août 2015 sur Canal J et 30 septembre 2015 sur Gulli
- Belgique : 14 novembre 2015 sur La Trois
- Australie et  Nouvelle-Zélande : 24 octobre 2015 sur Cartoon Network
- Royaume-Uni  et  Irlande: 2 novembre 2015 sur Boomerang UK & Ireland

### Épisode 29:Eggman fait son cinéma
- États-Unis : 21 juillet 2015 sur Cartoon Network
- France : 20 mai 2015 sur Canal J et 1er juillet 2015 sur Gulli
- Belgique : 19 septembre 2015 sur La Trois
- Australie et  Nouvelle-Zélande : 25 octobre 2015 sur Cartoon Network
- Royaume-Uni  et  Irlande: 3 novembre 2015 sur Boomerang UK & Ireland

### Épisode 30:Chaud le piment!
- États-Unis : 16 juillet 2015 sur Cartoon Network
- France : 22 avril 2015 sur Canal J et 28 juin 2015 sur Gulli
- Belgique : 19 septembre 2015 sur La Trois
- Australie et  Nouvelle-Zélande : 25 octobre 2015 sur Cartoon Network
- Royaume-Uni  et  Irlande: 4 novembre 2015 sur Boomerang UK & Ireland

### Épisode 31:Chez Amy
- États-Unis : 13 juillet 2015 sur Cartoon Network
- France : 8 avril 2015 sur Canal J et 14 mai 2015 sur Gulli
- Belgique : 30 mai 2015 sur La Trois
- Australie et  Nouvelle-Zélande : 31 octobre 2015 sur Cartoon Network
- Royaume-Uni  et  Irlande: 5 novembre 2015 sur Boomerang UK & Ireland

### Épisode 32:Deux pour le prix de deux
- États-Unis : 23 juillet 2015 sur Cartoon Network
- France : 3 juin 2015 sur Canal J et 11 septembre 2015 sur Gulli
- Belgique : 26 septembre 2015 sur La Trois
- Australie et  Nouvelle-Zélande : 31 octobre 2015 sur Cartoon Network
- Royaume-Uni  et  Irlande: 6 novembre 2015 sur Boomerang UK & Ireland

### Épisode 33:Pénalités de retard
- États-Unis : 2 mai 2015 sur Cartoon Network
- France : 1er avril 2015 sur Canal J et 14 mai 2015 sur Gulli
- Belgique : 29 août 2015 sur La Trois
- Australie et  Nouvelle-Zélande : 1er novembre 2015 sur Cartoon Network
- Royaume-Uni  et  Irlande: 9 novembre 2015 sur Boomerang UK & Ireland

### Épisode 34:Les Z'amis
- États-Unis : 29 août 2015 sur Cartoon Network
- France : 30 août 2015 sur Canal J et 13 septembre 2015 sur Gulli
- Belgique : 26 septembre 2015 sur La Trois
- Australie et  Nouvelle-Zélande : 1er novembre 2015 sur Cartoon Network
- Royaume-Uni  et  Irlande: 10 novembre 2015 sur Boomerang UK & Ireland

### Épisode 35:Dans la nature
- États-Unis : 9 mai 2015 sur Cartoon Network
- France : 1er avril 2015 sur Canal J et 14 mai 2015 sur Gulli
- Belgique : 3 octobre 2015 sur La Trois
- Australie et  Nouvelle-Zélande : 7 novembre 2015 sur Cartoon Network
- Royaume-Uni  et  Irlande: 11 novembre 2015 sur Boomerang UK & Ireland

### Épisode 36:Notre Maire Knuckles
- États-Unis : 20 juillet 2015 sur Cartoon Network
- France : 6 mai 2015 sur Canal J et 28 juin 2015 sur Gulli
- Belgique : 3 octobre 2015 sur La Trois
- Australie et  Nouvelle-Zélande : 7 novembre 2015 sur Cartoon Network
- Royaume-Uni  et  Irlande: 12 novembre 2015 sur Boomerang UK & Ireland

### Épisode 37:Eggman débranche tout
- États-Unis : 16 mai 2015 sur Cartoon Network
- France : 8 avril 2015 sur Canal J et 14 mai 2015 sur Gulli
- Belgique : 10 octobre 2015 sur La Trois
- Australie et  Nouvelle-Zélande : 8 novembre 2015 sur Cartoon Network
- Royaume-Uni  et  Irlande: 13 novembre 2015 sur Boomerang UK & Ireland

### Épisode 38:Le roi Cubot
- États-Unis : 24 juillet 2015 sur Cartoon Network
- France : 29 août 2015 sur Canal J et 11 septembre 2015 sur Gulli
- Belgique : 10 octobre 2015 sur La Trois
- Australie et  Nouvelle-Zélande : 8 novembre 2015 sur Cartoon Network
- Royaume-Uni  et  Irlande: 16 novembre 2015 sur Boomerang UK & Ireland

### Épisode 39:Un gars normal
- États-Unis : 22 juillet 2015 sur Cartoon Network
- France : 20 mai 2015 sur Canal J et 10 septembre 2015 sur Gulli
- Belgique : 17 octobre 2015 sur La Trois
- Australie et  Nouvelle-Zélande : 14 novembre 2015 sur Cartoon Network
- Royaume-Uni  et  Irlande: 17 novembre 2015 sur Boomerang UK & Ireland

### Épisode 40:La guerre des talk-shows
- États-Unis : 5 septembre 2015 sur Cartoon Network
- France : 30 août 2015 sur Canal J et 14 septembre 2015 sur Gulli
- Belgique : 17 octobre 2015 sur La Trois
- Australie et  Nouvelle-Zélande : 14 novembre 2015 sur Cartoon Network
- Royaume-Uni  et  Irlande: 1er février 2016 sur Boomerang UK & Ireland

### Épisode 41:Des exemples à ne pas suivre
- États-Unis : 24 octobre 2015 sur Cartoon Network
- France : 5 septembre 2015 sur Canal J et 2 octobre 2015 sur Gulli
- Belgique : 24 octobre 2015 sur La Trois
- Australie et  Nouvelle-Zélande : 15 novembre 2015 sur Cartoon Network
- Royaume-Uni  et  Irlande: 2 février 2016 sur Boomerang UK & Ireland

### Épisode 42:La bonne résolution
- États-Unis : 8 août 2015 sur Cartoon Network
- France : 3 juin 2015 sur Canal J et 11 septembre 2015 sur Gulli
- Belgique : 24 octobre 2015 sur La Trois
- Australie et  Nouvelle-Zélande : 15 novembre 2015 sur Cartoon Network
- Royaume-Uni  et  Irlande: 4 février 2016 sur Boomerang UK & Ireland

### Épisode 43:Chiot Choupinou Copinous
- États-Unis : 10 octobre 2015 sur Cartoon Network
- France : 31 août 2015 sur Canal J et 1er octobre 2015 sur Gulli
- Belgique : 31 octobre 2015 sur La Trois
- Australie et  Nouvelle-Zélande : 21 novembre 2015 sur Cartoon Network
- Royaume-Uni  et  Irlande: 5 février 2016 sur Boomerang UK & Ireland

### Épisode 44:Il y a un nouveau méchant en ville
- États-Unis : 1er août 2015 sur Cartoon Network
- France : 29 août 2015 sur Canal J et 12 septembre 2015 sur Gulli
- Belgique : 31 octobre 2015 sur La Trois
- Australie et  Nouvelle-Zélande : 21 novembre 2015 sur Cartoon Network
- Royaume-Uni  et  Irlande: 8 février 2016 sur Boomerang UK & Ireland

### Épisode 45:Question de points de vue
- États-Unis : 12 septembre 2015 sur Cartoon Network
- France : 30 août 2015 sur Canal J et 14 septembre 2015 sur Gulli
- Belgique : 7 novembre 2015 sur La Trois
- Australie et  Nouvelle-Zélande : 22 novembre 2015 sur Cartoon Network
- Royaume-Uni  et  Irlande: 9 février 2016 sur Boomerang UK & Ireland

### Épisode 46:Leçons de séduction
- États-Unis : 22 août 2015 sur Cartoon Network
- France : 29 août 2015 sur Canal J et 13 septembre 2015 sur Gulli
- Belgique : 7 novembre 2015 sur La Trois
- Australie et  Nouvelle-Zélande : 22 novembre 2015 sur Cartoon Network
- Royaume-Uni  et  Irlande: 11 février 2016 sur Boomerang UK & Ireland

### Épisode 47:Comme des lions en cage
- États-Unis : 31 octobre 2015 sur Cartoon Network
- France : 31 août 2015 sur Canal J et 1er octobre 2015 sur Gulli
- Belgique : 14 novembre 2015 sur La Trois
- Australie et  Nouvelle-Zélande : 28 novembre 2015 sur Cartoon Network
- Royaume-Uni  et  Irlande: 12 février 2016 sur Boomerang UK & Ireland

### Épisode 48:La guerre des boys band
- États-Unis : 15 août 2015 sur Cartoon Network
- France : 29 août 2015 sur Canal J et 12 septembre 2015 sur Gulli
- Belgique : 12 septembre 2015 sur La Trois
- Australie et  Nouvelle-Zélande : 28 novembre 2015 sur Cartoon Network
- Royaume-Uni  et  Irlande: 22 février 2016 sur Boomerang UK & Ireland

### Épisode 49:Interdit aux robots
- États-Unis : 3 octobre 2015 sur Cartoon Network
- France : 30 août 2015 sur Canal J et 14 septembre 2015 sur Gulli
- Belgique : 21 novembre 2015 sur La Trois
- Australie et  Nouvelle-Zélande : 29 novembre 2015 sur Cartoon Network
- Royaume-Uni  et  Irlande: 23 février 2016 sur Boomerang UK & Ireland

### Épisode 50:Un ami qui vous veut du bien
- États-Unis : 7 novembre 2015 sur Cartoon Network
- France : 20 septembre 2015 sur Canal J et 2 octobre 2015 sur Gulli
- Belgique : 21 novembre 2015 sur La Trois
- Australie et  Nouvelle-Zélande : 29 novembre 2015 sur Cartoon Network
- Royaume-Uni  et  Irlande: 25 février 2016 sur Boomerang UK & Ireland

### Épisode 51:À qui le tour?
- États-Unis : 17 octobre 2015 sur Cartoon Network
- France : 6 septembre 2015 sur Canal J et 2 octobre 2015 sur Gulli
- Belgique : 28 novembre 2015 sur La Trois
- Australie et  Nouvelle-Zélande : 5 décembre 2015 sur Cartoon Network
- Royaume-Uni  et  Irlande: 26 février 2016 sur Boomerang UK & Ireland

### Épisode 52:Il faut tout un village pour vaincre un hérisson
- États-Unis : 14 novembre 2015 sur Cartoon Network
- France : 20 septembre 2015 sur Canal J et 3 octobre 2015 sur Gulli
- Belgique : 28 novembre 2015 sur La Trois
- Australie et  Nouvelle-Zélande : 5 décembre 2015 sur Cartoon Network
- Royaume-Uni  et  Irlande: 29 février 2016 sur Boomerang UK & Ireland

## Saison 2 (2016-2017)
La saison 2 de Sonic Boom a débuté le 29 octobre 2016 avec la diffusion du 1er épisode (le 53e de toute la série) aux États-Unis. Cette deuxième saison comporte aussi 52 épisodes de 11 minutes.
En France, la diffusion de cette saison débutera le 8 avril 2017 sur Canal J, et le 23 décembre 2017 sur Gulli.

### Épisode 53:Tommy Tonnerre: méthode d'acteur
- États-Unis : 29 octobre 2016 sur Cartoon Network
- France : 8 avril 2017 sur Canal J et 23 décembre 2017 sur Gulli
- Belgique : 1er juillet 2017 sur La Trois
- Royaume-Uni et  Irlande : 6 avril 2019 sur POP UK & Ireland

### Épisode 54:Apocalypsmageddon de l'espace
- États-Unis : 19 novembre 2016 sur Boomerang
- France : 8 avril 2017 sur Canal J et 23 décembre 2017 sur Gulli
- Belgique : 1er juillet 2017 sur La Trois
- Royaume-Uni et  Irlande : 6 avril 2019 sur POP UK & Ireland

### Épisode 55:Sticks contre le système
- États-Unis : 26 novembre 2016 sur Boomerang
- France : 8 avril 2017 sur Canal J et 23 décembre 2017 sur Gulli
- Belgique : 2 juillet 2017 sur La Trois
- Royaume-Uni et  Irlande : 6 avril 2019 sur POP UK & Ireland

### Épisode 56:Étrangement seul
- États-Unis : 3 décembre 2016 sur Boomerang
- France : 8 avril 2017 sur Canal J et 24 décembre 2017 sur Gulli
- Belgique : 2 juillet 2017 sur La Trois
- Royaume-Uni et  Irlande : 6 avril 2019 sur POP UK & Ireland

### Épisode 57:Mon plus grand fan
- États-Unis : 10 décembre 2016 sur Boomerang
- France : 8 avril 2017 sur Canal J et 24 décembre 2017 sur Gulli
- Belgique : 5 juillet 2017 sur La Trois
- Royaume-Uni et  Irlande : 7 avril 2019 sur POP UK & Ireland

### Épisode 58:Quoi que tu fasses, je peux faire pire
- États-Unis : 17 décembre 2016 sur Boomerang
- France : 8 avril 2017 sur Canal J et 24 décembre 2017 sur Gulli
- Belgique : 5 juillet 2017 sur La Trois
- Royaume-Uni et  Irlande : 7 avril 2019 sur POP UK & Ireland

### Épisode 59:C'est pas la mer à boire
- États-Unis : 24 décembre 2016 sur Boomerang
- France : 8 avril 2017 sur Canal J et 25 décembre 2017 sur Gulli
- Belgique : 6 juillet 2017 sur La Trois
- Royaume-Uni et  Irlande : 7 avril 2019 sur POP UK & Ireland

### Épisode 60:Minuit, l'heure du crime
- États-Unis : 31 décembre 2016 sur Boomerang
- France : 8 avril 2017 sur Canal J et 25 décembre 2017 sur Gulli
- Belgique : 6 juillet 2017 sur La Trois
- Royaume-Uni et  Irlande : 7 avril 2019 sur POP UK & Ireland

### Épisode 61:Multi-Tails
- États-Unis : 7 janvier 2017 sur Boomerang
- France : 8 avril 2017 sur Canal J et 25 décembre 2017 sur Gulli
- Belgique : 7 juillet 2017 sur La Trois
- Royaume-Uni et  Irlande : 10 avril 2019 sur POP UK & Ireland

### Épisode 62:En grève!
- États-Unis : 14 janvier 2017 sur Boomerang
- France : 8 avril 2017 sur Canal J et 26 décembre 2017 sur Gulli
- Belgique : 7 juillet 2017 sur La Trois
- Royaume-Uni et  Irlande : 10 avril 2019 sur POP UK & Ireland

### Épisode 63:Le maléfique Docteur Orbot
- États-Unis : 21 janvier 2017 sur Boomerang
- France : 8 avril 2017 sur Canal J et 26 décembre 2017 sur Gulli
- Belgique : 10 juillet 2017 sur La Trois
- Royaume-Uni et  Irlande : 10 avril 2019 sur POP UK & Ireland

### Épisode 64:Knucky sans famille
- États-Unis : 28 janvier 2017 sur Boomerang
- France : 8 avril 2017 sur Canal J et 26 décembre 2017 sur Gulli
- Belgique : 10 juillet 2017 sur La Trois
- Royaume-Uni et  Irlande : 10 avril 2019 sur POP UK & Ireland

### Épisode 65:Mon armure mécha à moi
- États-Unis : 4 février 2017 sur Boomerang
- France : 8 avril 2017 sur Canal J et 27 décembre 2017 sur Gulli
- Belgique : 11 juillet 2017 sur La Trois
- Royaume-Uni et  Irlande : 11 avril 2019 sur POP UK & Ireland

### Épisode 66:Ennemi-Bot
- États-Unis : 11 février 2017 sur Boomerang
- France : 8 avril 2017 sur Canal J et 27 décembre 2017 sur Gulli
- Belgique : 11 juillet 2017 sur La Trois
- Royaume-Uni et  Irlande : 11 avril 2019 sur POP UK & Ireland

### Épisode 67:Cherchez l'intrus
- États-Unis : 18 février 2017 sur Boomerang
- France : 8 avril 2017 sur Canal J et 27 décembre 2017 sur Gulli
- Belgique : 12 juillet 2017 sur La Trois
- Royaume-Uni et  Irlande : 11 avril 2019 sur POP UK & Ireland

### Épisode 68:L'employé Knuckles
- États-Unis : 25 février 2017 sur Boomerang
- France : 9 avril 2017 sur Canal J et 28 décembre 2017 sur Gulli
- Belgique : 12 juillet 2017 sur La Trois
- Royaume-Uni et  Irlande : 11 avril 2019 sur POP UK & Ireland

### Épisode 69:Coupure générale
- États-Unis : 4 mars 2017 sur Boomerang
- France : 9 avril 2017 sur Canal J et 28 décembre 2017 sur Gulli
- Belgique : 13 juillet 2017 sur La Trois
- Royaume-Uni et  Irlande : 12 avril 2019 sur POP UK & Ireland

### Épisode 70:L'épisode sans nom
- États-Unis : 11 mars 2017 sur Boomerang
- France : 9 avril 2017 sur Canal J et 28 décembre 2017 sur Gulli
- Belgique : 13 juillet 2017 sur La Trois
- Royaume-Uni et  Irlande : 12 avril 2019 sur POP UK & Ireland

### Épisode 71:Le frère caché d'Eggman
- États-Unis : 22 avril 2017 sur Boomerang
- France : 9 avril 2017 sur Canal J et 29 décembre 2017 sur Gulli
- Belgique : 14 juillet 2017 sur La Trois
- Royaume-Uni et  Irlande : 12 avril 2019 sur POP UK & Ireland

### Épisode 72:Les employés 2.0
- États-Unis : 18 mars 2017 sur Boomerang
- France : 9 avril 2017 sur Canal J et 29 décembre 2017 sur Gulli
- Belgique : 14 juillet 2017 sur La Trois
- Royaume-Uni et  Irlande : 12 avril 2019 sur POP UK & Ireland

### Épisode 73:Les robots venus du ciel - Partie 1
- États-Unis : 6 mai 2017 sur Boomerang
- France : 9 avril 2017 sur Canal J et 29 décembre 2017 sur Gulli
- Belgique : 17 juillet 2017 sur La Trois
- Royaume-Uni et  Irlande : 15 avril 2019 sur POP UK & Ireland

### Épisode 74:Les robots venus du ciel - Partie 2
- États-Unis : 13 mai 2017 sur Boomerang
- France : 9 avril 2017 sur Canal J et 30 décembre 2017 sur Gulli
- Belgique : 17 juillet 2017 sur La Trois
- Royaume-Uni et  Irlande : 15 avril 2019 sur POP UK & Ireland

### Épisode 75:Les robots venus du ciel - Partie 3
- États-Unis : 20 mai 2017 sur Boomerang
- France : 9 avril 2017 sur Canal J et 30 décembre 2017 sur Gulli
- Belgique : 18 juillet 2017 sur La Trois
- Royaume-Uni et  Irlande : 15 avril 2019 sur POP UK & Ireland

### Épisode 76:Les robots venus du ciel - Partie 4
- États-Unis : 27 mai 2017 sur Boomerang
- France : 9 avril 2017 sur Canal J et 30 décembre 2017 sur Gulli
- Belgique : 18 juillet 2017 sur La Trois
- Royaume-Uni et  Irlande : 15 avril 2019 sur POP UK & Ireland

### Épisode 77:Le Grand Hôtel Eggman
- États-Unis : 1er juillet 2017 sur Boomerang
- France : 18 avril 2017 sur Canal J et 31 décembre 2017 sur Gulli
- Belgique : 19 juillet 2017 sur La Trois
- Royaume-Uni et  Irlande : 16 avril 2019 sur POP UK & Ireland

### Épisode 78:En moins de trois minutes
- États-Unis : 30 septembre 2017 sur Boomerang
- France : 18 avril 2017 sur Canal J et 31 décembre 2017 sur Gulli
- Belgique : 2 décembre 2017 sur La Trois
- Royaume-Uni et  Irlande : 16 avril 2019 sur POP UK & Ireland

### Épisode 79:Le bourdon d'Amy
- États-Unis : 25 mars 2017 sur Boomerang
- France : 9 avril 2017 sur Canal J et 31 décembre 2017 sur Gulli
- Belgique : 19 juillet 2017 sur La Trois
- Royaume-Uni et  Irlande : 16 avril 2019 sur POP UK & Ireland

### Épisode 80:Nominatus: l'élévation
- États-Unis : 15 avril 2017 sur Boomerang
- France : 9 avril 2017 sur Canal J et 1er janvier 2018 sur Gulli
- Belgique : 2 décembre 2017 sur La Trois
- Royaume-Uni et  Irlande : 16 avril 2019 sur POP UK & Ireland

### Épisode 81:Maman-bot
- États-Unis : 1er avril 2017 sur Boomerang
- France : 1er mai 2017 sur Canal J et 1er janvier 2018 sur Gulli
- Belgique : 9 décembre 2017 sur La Trois
- Royaume-Uni et  Irlande : 17 avril 2019 sur POP UK & Ireland

### Épisode 82:Ne pas déranger
- États-Unis : 29 avril 2017 sur Boomerang
- France : 1er mai 2017 sur Canal J et 1er janvier 2018 sur Gulli
- Belgique : 9 décembre 2017 sur La Trois
- Royaume-Uni et  Irlande : 17 avril 2019 sur POP UK & Ireland

### Épisode 83:Les fous du volant
- États-Unis : 26 août 2017 sur Boomerang
- France : 15 septembre 2017 sur Canal J et 2 janvier 2018 sur Gulli
- Belgique : 12 décembre 2017 sur La Trois
- Royaume-Uni et  Irlande : 17 avril 2019 sur POP UK & Ireland

### Épisode 84:Les sacs à puces
- États-Unis : 3 juin 2017 sur Boomerang
- France : 23 avril 2017 sur Canal J et 2 janvier 2018 sur Gulli
- Belgique : 12 décembre 2017 sur La Trois
- Royaume-Uni et  Irlande : 17 avril 2019 sur POP UK & Ireland

### Épisode 85:Boufoot
- États-Unis : 8 avril 2017 sur Boomerang
- France : 1er mai 2017 sur Canal J et 2 janvier 2018 sur Gulli
- Belgique : 13 décembre 2017 sur La Trois
- Royaume-Uni et  Irlande : 18 avril 2019 sur POP UK & Ireland

### Épisode 86:Le retour qui craint du temple des Copains-Copains
- États-Unis : 22 juillet 2017 sur Boomerang
- France : 2 septembre 2017 sur Canal J et 3 janvier 2018 sur Gulli
- Belgique : 13 décembre 2017 sur La Trois
- Royaume-Uni et  Irlande : 18 avril 2019 sur POP UK & Ireland

### Épisode 87:Vector, le Détector
- États-Unis : 9 septembre 2017 sur Boomerang
- France : 19 septembre 2017 sur Canal J et 3 janvier 2018 sur Gulli
- Belgique : 14 décembre 2017 sur La Trois
- Royaume-Uni et  Irlande : 18 avril 2019 sur POP UK & Ireland

### Épisode 88:À pied, à cheval et en Poto-Mobile
- États-Unis : 17 juin 2017 sur Boomerang
- France : 3 septembre 2017 sur Canal J et 3 janvier 2018 sur Gulli
- Belgique : 14 décembre 2017 sur La Trois
- Royaume-Uni et  Irlande : 18 avril 2019 sur POP UK & Ireland

### Épisode 89:Les délicieuses vacances à domicile de Sticks et Amy
- États-Unis : 24 juin 2017 sur Boomerang
- France : 3 septembre 2017 sur Canal J et 4 janvier 2018 sur Gulli
- Belgique : 15 décembre 2017 sur La Trois
- Royaume-Uni et  Irlande : 19 avril 2019 sur POP UK & Ireland

### Épisode 90:Le rayon anti-gravité d'Eggman
- États-Unis : 29 juillet 2017 sur Boomerang
- France : 3 septembre 2017 sur Canal J et 4 janvier 2018 sur Gulli
- Belgique : 15 décembre 2017 sur La Trois
- Royaume-Uni et  Irlande : 19 avril 2019 sur POP UK & Ireland

### Épisode 91:Le repaire hanté
- États-Unis : 15 juillet 2017 sur Boomerang
- France : 3 septembre 2017 sur Canal J et 4 janvier 2018 sur Gulli
- Belgique : 18 décembre 2017 sur La Trois
- Royaume-Uni et  Irlande : 19 avril 2019 sur POP UK & Ireland

### Épisode 92:Les bowlers du tonnerre
- États-Unis : 10 juin 2017 sur Boomerang
- France : 23 avril 2017 sur Canal J et 5 janvier 2018 sur Gulli
- Belgique : 18 décembre 2017 sur La Trois
- Royaume-Uni et  Irlande : 19 avril 2019 sur POP UK & Ireland

### Épisode 93:État d'urgence au repaire
- États-Unis : 7 octobre 2017 sur Boomerang
- France : 22 septembre 2017 sur Canal J et 5 janvier 2018 sur Gulli
- Belgique : 19 décembre 2017 sur La Trois
- Royaume-Uni et  Irlande : 22 avril 2019 sur POP UK & Ireland

### Épisode 94:Monsieur Eggman
- États-Unis : 8 juillet 2017 sur Boomerang
- France : 3 septembre 2017 sur Canal J et 5 janvier 2018 sur Gulli
- Belgique : 19 décembre 2017 sur La Trois
- Royaume-Uni et  Irlande : 22 avril 2019 sur POP UK & Ireland

### Épisode 95:Où sont passés les Sonic?
- États-Unis : 19 août 2017 sur Boomerang
- France : 25 septembre 2017 sur Canal J
- Belgique : 20 décembre 2017 sur La Trois
- Royaume-Uni et  Irlande : 22 avril 2019 sur POP UK & Ireland

### Épisode 96:Lune de miel
- États-Unis : 14 octobre 2017 sur Boomerang
- France : 27 septembre 2017 sur Canal J
- Belgique : 20 décembre 2017 sur La Trois
- Royaume-Uni et  Irlande : 22 avril 2019 sur POP UK & Ireland

### Épisode 97:Ne m'énervez pas!
- États-Unis : 21 octobre 2017 sur Boomerang
- France : 28 septembre 2017 sur Canal J
- Belgique : 21 décembre 2017 sur La Trois
- Royaume-Uni et  Irlande : 23 avril 2019 sur POP UK & Ireland

### Épisode 98:Trois hommes et mon bébé!
- États-Unis : 12 août 2017 sur Boomerang
- France : 26 septembre 2017 sur Canal J
- Belgique : 21 décembre 2017 sur La Trois
- Royaume-Uni et  Irlande : 23 avril 2019 sur POP UK & Ireland

### Épisode 99:Chaîne de mails
- États-Unis : 2 septembre 2017 sur Boomerang
- France : 27 septembre 2017 sur Canal J
- Belgique : 22 décembre 2017 sur La Trois
- Royaume-Uni et  Irlande : 23 avril 2019 sur POP UK & Ireland

### Épisode 100:Les vacances en famille d'Eggman
- États-Unis : 28 octobre 2017 sur Boomerang
- France : 4 octobre 2017 sur Canal J
- Belgique : 22 décembre 2017 sur La Trois
- Royaume-Uni et  Irlande : 23 avril 2019 sur POP UK & Ireland

### Épisode 101:Victoire
- États-Unis : 5 août 2017 sur Boomerang
- France : 28 septembre 2017 sur Canal J
- Belgique : 25 décembre 2017 sur La Trois
- Royaume-Uni et  Irlande : 24 avril 2019 sur POP UK & Ireland

### Épisode 102:Retour à la Vallée des Cubot
- États-Unis : 4 novembre 2017 sur Boomerang
- France : 4 octobre 2017 sur Canal J
- Belgique : 25 décembre 2017 sur La Trois
- Royaume-Uni et  Irlande : 24 avril 2019 sur POP UK & Ireland

### Épisode 103:Eggman: le Jeu Vidéo - Partie 1
- États-Unis : 11 novembre 2017 sur Boomerang
- France : 29 septembre 2017 sur Canal J
- Belgique : 26 décembre 2017 sur La Trois
- Royaume-Uni et  Irlande : 24 avril 2019 sur POP UK & Ireland

### Épisode 104:Eggman: le Jeu Vidéo - Partie 2
- États-Unis : 11 novembre 2017 sur Boomerang
- France : 29 septembre 2017 sur Canal J
- Belgique : 26 décembre 2017 sur La Trois
- Royaume-Uni et  Irlande : 24 avril 2019 sur POP UK & Ireland